# Kockskär
Kockskär (estniska Keri, tyska Kokskär) är en liten ö i Finska viken cirka 6 km norr om Vrangö i Estland. Öns areal är 3,1 ha och den är inte mycket mer än ett sand- och grusrev. Dess högsta punkt sticker inte mer än 3 meter över havet. Den hör till Viimsi kommun och är Estlands nästnordligaste landpunkt efter Stenskär.

## Historia
Ön nämns för första gången i urkunderna år 1623. Tsar Peter den Store befallde 1719 att ett fyrtorn skulle resas på ön, och ett trätorn blev färdigt 1724. År 1803 förbättrades fyren med en stenfot, och 1857 fick den sin järntopp.
På ön fanns en dålig brunn, som gav saltbemängt vatten, och fyrpersonalen försökte 1906 förbättra vattentillförseln med att borra en bergsbrunn. Till deras förvåning sipprade det i stället för vatten naturgas ur hålet. Fyrmyndigheterna spände en ventil över hålet och drog rör till fyren, som därmed torde ha varit den första fyren i världen som eldades med naturgas. Gasen räckte bara några år, och efter 1912 var det igen acetylen som gällde.

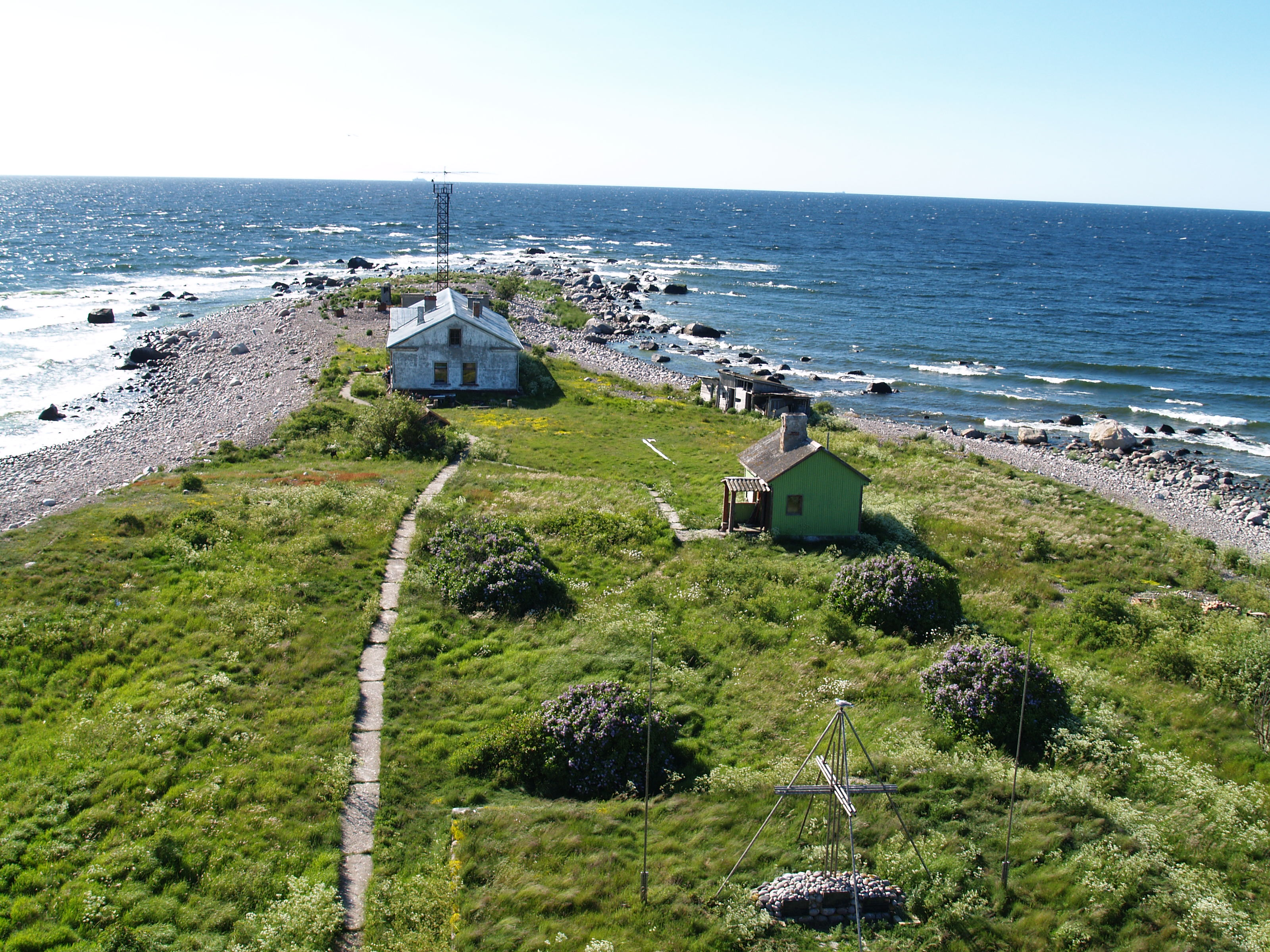

### Andra världskriget
Över Kockskär skedde sommaren 1940 en incident som först långt senare kunde redas ut någorlunda. Aero Oy's reguljärflyg från Tallinn via Helsingfors och Åbo till Stockholm, en Junkers ju vid namn Kaleva, blev den 14 juni nedskjutet av sovjetiska bombplan och alla ombordvarande omkom. Anledningen har varit föremål för olika spekulationer; ombord fanns franska och amerikanska kurirer med diplomatpost, vilken tämligen omgående bärgades av en sovjetisk u-båt, Sovjetledningen hade också nyligen beordrat de baltiska staterna i blockad och styrkorna förutsattes med alla medel förhindra deras kontakter utåt. Vraket av planet har hittills inte hittats, och sovjetmyndigheterna medgav aldrig incidenten, trots ett flertal ögonvittnesutsagor, men vattnet utanför Kockskär är djupt och bottnen ojämn.

### Nutid
Efter kriget dök det upp betong- och tegelbyggnader i sovjetstil på ön, förmodligen för kustbevakningens behov. Den sista fyrvaktaren flyttade bort 2002, och fyren automatiserades 2003. Den fungerar nu elektriskt med hjälp av vindgeneratorer och solpaneler. Ljuset är vitt runt horisonten och blinkcykeln är 13s ljus och 2s släckt.